# Vasyl Volodymyrovych Myroshnychenko
Vasyl Volodymyrovych Myroshnychenko (tiếng Ukraina: Васи́ль Володи́мирович Мирошниче́нко; sinh ngày 19 tháng 6 năm 1981, Ternopil) là Đại sứ đặc mệnh toàn quyền của Ukraina tại Úc từ tháng 3 năm 2022. Ông là cố vấn viên tự do cho Bộ trưởng Quốc phòng Ukraina từ ngày 7 tháng 3 năm 2022. Ông cũng là Giám đốc điều hành và cộng sự tại CFC Big Ideas.

## Đầu đời
Myroshnychenko sinh ngày 12 tháng 6 năm 1981 tại Ternopil, trong một gia đình theo nghiệp y học.

## Giáo dục
Myroshnychenko theo học tại Viện Quan hệ Quốc tế của Đại học Quốc gia Taras Shevchenko Kyiv. Ông được trao bằng cử nhân và thạc sĩ danh dự, chuyên ngành quan hệ quốc tế năm 2003. Mùa hè năm 2002, ông tham gia chương trình Làng toàn cầu dành cho các nhà lãnh đạo tương lai của doanh nghiệp và ngành công nghiệp, Viện Iacocca, Đại học Lehigh, Hoa Kỳ.
Sau này, từ năm 2005 đến 2006, Myroshnychenko theo học tại Trường Kinh tế học và Chính trị học Luân Đôn tại Luân Đôn, Vương quốc Liên hiệp Anh. Tại đây, ông đã bảo vệ luận án về "Cơ chế thu hút đầu tư trực tiếp nước ngoài". Năm 2008, ông bắt đầu sự nghiệp nghiên cứu chuyên sâu trong khuôn khổ Chương trình Quản lý của Viện Thụy Điển Stockholm, Thụy Điển.
Tháng 5 năm 2014, ông tham gia một khóa đào tạo chuyên sâu do Viện Vận động và Công vụ, Trung tâm Nghiên cứu Quốc hội và Tổng thống tại Đại học Mỹ tổ chức kéo dài hai tuần.

## Sự nghiệp

### Viên chức
Myroshnychenko ban đầu là thực tập sinh tại Bộ phận Quan hệ Công chúng thuộc Đại sứ quán Hoa Kỳ từ năm 1999 đến năm 2000. Ông sau đó tiếp tục thực tập với chức vụ Trợ lý cho nghị sĩ Quốc hội, Hạ nghị viện, Nghị viện Canada, Ottawa, Canada trong khuôn khổ Chương trình Nghị viện Canada-Ukraina năm 2001. Sau khi hoàn thành kỳ thực tập, Myroshnychenko đã đồng sáng lập tổ chức công cộng thanh niên "European Youth Parliament - Ukraine" và giữ chức chủ tịch của tổ chức trong 3 năm.

### CFC Big Ideas
Sau khi hoàn thành các kỳ thực tập tại các cơ quan chính phủ tại Mỹ và Canada, Myroshnychenko trở về Ukraina và thành lập CFC Big Ideas vào năm 2002. Ông hiện là Giám đốc điều hành và Cộng sự của công ty. Trong cuộc Cách mạng Nhân phẩm Ukraina năm 2014, ông đã đồng sáng lập và là người lãnh đạo chủ chốt của Ad Hoc Projects của Trung tâm Truyền thông Khủng hoảng Ukraina.
Ông đã tư vấn cho nhiều công ty đa quốc gia và các ông trùm công nghiệp tại Ukraina trong nhiều lĩnh vực khác nhau. Ông hiện đang là thành viên hội đồng quản trị của Ukrainian-British City Club, một tổ chức có trụ sở tại Luân Đôn được thành lập vào năm 2005 với mục tiêu thúc đẩy quan hệ thương mại và đầu tư giữa Anh và Ukraina.
Từ năm 2021, ông là ủy viên ban Thanh tra của Viện Doanh nghiệp Nhà nước Ukraina.

### Đại sứ Ukraina tại Úc và New Zealand
Ngày 9 tháng 3 năm 2022, ông được bổ nhiệm làm Đại sứ đặc mệnh toàn quyền Ukraina tại Úc. Đầu tháng 4 năm 2022, Myroshnychenko đã gặp gỡ Bộ trưởng Quốc phòng Úc Peter Dutton để thảo luận về việc mua bán các phương tiện Bushmaster và sự hỗ trợ của Úc trong việc lập hồ sơ và khởi kiện các cáo buộc tội ác chiến tranh của Nga.
Tháng 7 năm 2022, ông đã thể hiện sự vui mừng trước thông báo của chính quyền Albanese về việc Úc sẽ cung cấp khoản viện trợ có giá trị 100 triệu đô la Úc cho Ukraina sau chuyến thăm cấp nhà nước của Thủ tướng Úc Anthony Albanese tới Ukraina. Ông cũng tuyên bố rằng Ukraina sẽ ủng hộ việc trục xuất Đại sứ Nga tại Úc giữa bối cảnh quan hệ Nga-Úc diễn biến xấu đi.
Đầu tháng 8 năm 2022, ông đã bắt đầu việc đàm phán với Bộ trưởng Bộ Giáo dục Úc với mong muốn cho phép sinh viên Ukraina học tập tại các trường đại học Úc trong bối cảnh Nga tiến hành cuộc chiến tranh xâm lược vào Ukraina. Vào giữa tháng 8, ông đã có chuyến thăm đến New Zealand với tư cách là Đại sứ Ukraina tại New Zealand và gặp gỡ một số quan chức cấp cao của New Zealand bao gồm Bộ trưởng Quốc phòng Peeni Henare, Chủ tịch Hạ viện Trevor Mallard, và Bộ trưởng Ngoại giao Nanaia Mahuta. Ông kêu gọi New Zealand dỡ bỏ thuế quan đối với hàng hóa từ Ukraina và ủng hộ cho Ukraina trong chiến sự. Ông cũng bày tỏ sự quan tâm đến việc đàm phán một hiệp định thương mại tự do với New Zealand.

## Từ thiện
Ông là thành viên của nhóm bạn hữu tại Kyiv của Đại học Công giáo Ukraina từ năm 2008. Từ năm 2012 đến năm 2017 và từ năm 2019 đến năm 2021, ông là thành viên chủ chốt của ban tổ chức sự kiện UCU Charity Evening tại Kyiv. Ông cũng ủng hộ cho tổ chức hướng đạo quốc gia Plast.

## Giải thưởng
- Huy chương Hỗ trợ Lực lượng Vũ trang Ukraina (2023)[17]

## Đời tư
Myroshnychenko đã kết hôn và có hai con. Ông từng tham gia 6 giải đua marathon, có thể kể đến như Lisboa (2019), Istanbul (2020), Antalya (2021), Madrid (2021) và hai giải đua marathon cá nhân. Ông cũng thích bơi lội và đạp xe ngoài trời và đã từng tham gia giải bơi nghiệp dư Oceanman.

## Tác phẩm
- Bài báo "Business Sense: Ways to start fixing Ukraine's already horrible image abroad",[18] KyivPost, 3 tháng 12, 2009
- Bài báo "Now is the perfect moment to strengthen ties with Ukraine",[19] CapX, 8 tháng 7, 2020
- Bài báo "UK and Ukraine sign a historic post-Brexit free trade deal",[20] Atlantic Council, 12 tháng 10, 2020